# Agriculture au Qatar
L'agriculture au Qatar est historiquement limitée à une agriculture de subsistance basée sur l'élevage nomade, la perle et la pêche. L'environnement du Qatar est défavorable à l'agriculture en raison des températures élevées l'été, du manque d'eau et de terres arables,. Avec le développement des hydrocarbures, l'importance relative de l'agriculture a diminué et la perliculture a totalement disparu. Le gouvernement a tenté d'encourager l'agriculture et la pêche pour assurer une certaine autosuffisance alimentaire, notamment à la suite de la crise du Golfe à partir de 2017.

## Histoire
Les palmiers dattiers ont été l'une des premières cultures de la péninsule. À partir de l'âge du bronze, le commerce des dattes a eu un impact significatif sur l'économie qatarienne. Les feuilles de palmier dattier étaient également couramment utilisées comme matériau de construction. Cependant, la géographie et le climat du Qatar n'étant pas adaptés à la culture à grande échelle, l'importance des dattes était moindre que la perliculture. Comme les eaux entourant le Qatar contiennent certains des gisements de perles les plus abondants au monde, c'était la principale source de revenus des habitants du Qatar jusqu'à la découverte du pétrole au XXe siècle. Le commerce des perles était complété dans certaines régions par l'élevage de chameaux. La pêche jouait également un rôle important dans l'économie.
Après l'exploitation des forages pétroliers dans les années 1950 à 1960, le nombre de Qataris employés dans l'agriculture diminue car le pays a désormais la capacité d'importer de grandes quantités de nourriture.
Lorsque les prix des denrées alimentaires ont commencé à augmenter au début des années 1970, le Qatar réalise l'importance d'atteindre l'autosuffisance alimentaire. Au début de 1974, l'émirat a demandé à l'Organisation arabe pour le développement agricole d'envoyer des chercheurs pour l'étudier et corroborer leurs résultats avec ceux d'un précédent rapport de l'ONU sur les ressources terrestres et marines du pays. Après près de six mois d'études à partir de juillet 1974, la mission de recherche a remis son rapport au gouvernement en novembre 1974. En septembre de la même année, le Qatar a créé un comité chargé d'examiner les moyens d'aider à stimuler le développement agricole du pays. Un rapport publié par les ministères du Qatar, également en 1974, a révélé que l'agriculture ne représentait que 0,65 % de toutes les contributions au PIB du Qatar.
Avec la crise du Golfe, les importations en provenance d'Arabie saoudite sont bloquées, le Qatar lance un grand plan de développement agricole visant l'autosuffisance alimentaire.

## Culture et élevage
Seuls 2,5 % (28 000 ha) des terres du Qatar sont arables ou utilisables comme pâturages. Il s'agit d'une augmentation importante par rapport aux deux décennies précédentes. En 1996, 8 312 ha de terres étaient arables, alors qu'en 1980 seulement 2 256 ha était arable.
Les Qataris possèdent les terres et les entreprises agricoles mais embauchent généralement des Iraniens, des Pakistanais ou des Arabes non qatariens pour les gérer .
Il existe une ferme expérimentale exploitée par le gouvernement.
Malgré l'encouragement de l'agriculture et de la pêche, ces deux éléments de l'économie ne comptaient ensemble que pour environ 1 % du produit intérieur brut en 1989.
En juillet 2017, à la suite de la crise du Golfe, la seule frontière terrestre du Qatar (avec l'Arabie saoudite) est fermée, le pays annonce son intention de transporter par avion 4 000 vaches dans le but de répondre à environ un tiers de sa demande laitière. L'entreprise locale Baladna est responsable de la production laitière. Plus tard, Baladna a annoncé qu'elle importerait 10 000 vaches supplémentaires afin qu'elles puissent répondre pleinement aux besoins laitiers du Qatar d'ici 2018. Selon le ministère des Municipalités et de l'Environnement, la production nationale de viandes, de produits laitiers et de cultures a augmenté de 400 % entre juin 2017, date du début du blocus, et mars 2018. La quasi-totalité (98 %) de la demande de volaille est satisfaite.
En 2019, la production de légumes du Qatar a augmenté de 20 % depuis la mi-2017 pour atteindre 66 000 tonnes par an. Il devrait encore augmenter de 20 000 à 40 000 tonnes d'ici 2020. Avant la crise, le Qatar ne produisait respectivement que 20 % et 10 % de ses besoins en lait et en volaille. En 2019, le pays est devenu autosuffisant.
En octobre 2019, le Qatar annonce être autosuffisant à 46 % pour cinq légumes de base, à 70 % pour les dattes et 75 % pour le poisson. Il est totalement autosuffisant pour les produits laitiers et le poulet frais, même si 80 % du poulet consommé est surgelé et importé. Pour la viande rouge, le taux est de 20 %, et de 55 % pour les œufs.

## Perle
La pêche à la perle était la principale source de revenus du Qatar jusqu'à la découverte du pétrole en 1939. Environ 85 bancs de perles existent dans les eaux territoriales du Qatar. Historiquement, la saison de récolte des perles était divisée en 3 périodes. Hansiyah dure 40 jours et commence à la mi-avril. Ghaus Al Kebir, la première saison de plongée de perles, a lieu de mai au 10 septembre. Enfin, Ruddah se déroule de fin septembre à début octobre. Le Sambouk, un type de boutre, était traditionnellement utilisé pour la pêche à la perle. Du XVIIIe siècle au XXe siècle, la majorité des perles étaient exportées vers Bombay où elles étaient classées et envoyées sur les marchés européens. Le reste était envoyé sur les marchés de Bagdad.
| Ville       | Nombre de bateaux | Nombre d'hommes |
| ----------- | ----------------- | --------------- |
| Khor Hassan | 20                | 240             |
| Abou Dalouf | 20                | 200             |
| Ar Ru'ays   | 18                | 270             |
| Fuwayrit    | 35                | 420             |
| Al Thakhira | 15                | 180             |
| Al-Khor     | 80                | 1200            |
| Simaïsma    | 50                | 600             |
| Al Daayen   | 70                | 840             |
| Lusail      | 9                 | 90              |
| Doha        | 350               | 6300            |
| Al Wakrah   | 150               | 2550            |

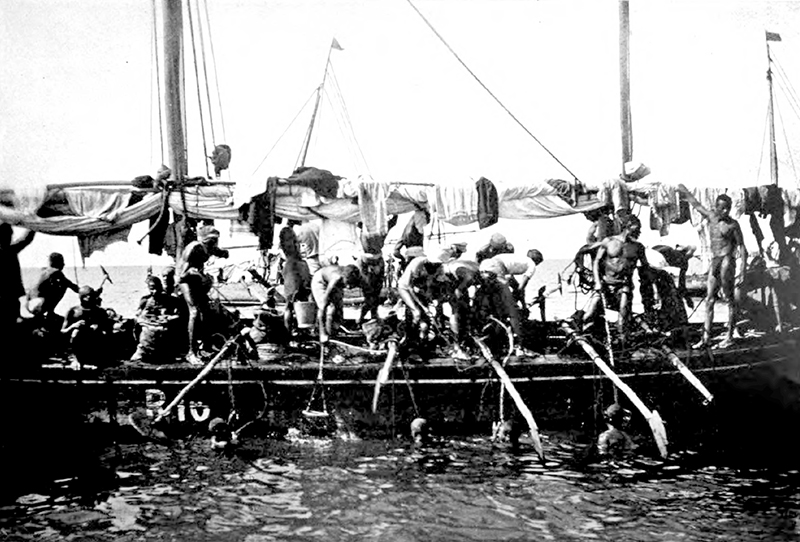
Pêche à la perle dans le golfe Persique.

Zubarah, un village sur la côte nord-ouest du Qatar, est l'un des sites perliers les mieux préservés et les plus étendus de la région. Atteignant son apogée au XVIIIe siècle, il s'agissait principalement d'un emporium et d'un village perlier qui capitalisait sur sa proximité avec les ressources en perles, la possession d'un grand port et sa position centrale sur les routes du golfe Persique,. Après l'introduction de la perle de culture et la Grande Dépression au XXe siècle , la perle a cessé d'être importante pour le Qatar. L'activité perdure sous la forme de concours organisés pour maintenir la tradition mais n'a plus d'importance économique.

## Pêche
La Qatar National Fishing Company a été constituée en 1966 pour pêcher la crevette dans les eaux territoriales et pour transformer les prises dans une usine réfrigérée. Le Japon est un important marché d'exportation. La prise totale de produits de la mer était de 4 374 tonnes en 1989.

## Limites
Les températures extrêmement élevées, le manque d'eau et de sols fertiles rendent la production agricole difficile. Les lithosols, le type de sol prédominant dans la péninsule, ne sont pas appropriés pour l'agriculture. Les eaux souterraines utilisées s'épuisent rapidement au point que l'eau salée s'infiltre et rend les sols stériles. La partie nord du Qatar est mieux dotée en réserves d'eau douce souterraines que la partie sud du pays. Le taux d'extraction des eaux souterraines en 1966 était de 20 millions de m³/an. Ce chiffre est passé à 120 millions de m³/an en 2000. Des études ont estimé que l'aquifère sera complètement épuisé d'ici 2025.
La réserve naturelle d'eau souterraine est estimée à 2,5 milliards de m3 en 2019 et se vide chaque année de cent millions de m3.